# Moyenne vallée de la Somme
Moyenne vallée de la Somme este o arie protejată (sit de importanță comunitară — SCI) din Franța întinsă pe o suprafață de 1.825 ha, integral pe uscat.

## Localizare
Centrul sitului Moyenne vallée de la Somme este situat la coordonatele 49°54′49″N 2°37′29″E / 49.91361°N 2.62472°E.

## Înființare
Situl Moyenne vallée de la Somme a fost declarat arie specială de conservare în baza directivei 92/43 din 1992 referitoare la conservarea habitatelor naturale și a faunei și florei sălbatice pentru a proteja 1 specie de plante și 7 specii de animale.

## Biodiversitate
Situată în ecoregiunea atlantică, aria protejată conține 17 habitate naturale: Pajiști cu Molinia pe soluri calcaroase, turboase sau argilos-nămoloase (Molinion caeruleae), Liziere de ierburi înalte hidrofile de câmpie și de nivel montan până la alpin, Mlaștini turboase de tranziție și turbării mișcătoare, Mlaștini alcaline, Păduri de fag Asperulo-Fagetum, Păduri aluvionare cu Alnus glutinosa și Fraxinus excelsior (Alno-Padion, Alnion incanae, Salicion albae), Lacuri și iazuri distrofice naturale, Râuri cu maluri nămoloase cu vegetație de Chenopodion rubri p.p. și Bidention p.p., Cursuri de apă de la nivel de câmpie la nivel montan, cu vegetație Ranunculion fluitantis și Callitricho-Batrachion, Mlaștini împădurite, Grohotișuri medio-europene calcaroase, de la nivel colinar și montan, Mlaștini calcaroase cu Cladium mariscus și specii de Caricion davallianae, Ape puternic oligomezotrofe cu vegetație bentonică cu Chara spp., Ape stătătoare oligotrofe până la mezotrofe, cu vegetație de Littorelletea uniflorae și/sau de Isoëto-Nanojuncetea, Lacuri eutrofice naturale cu vegetație de tip Magnopotamion sau Hydrocharition, Formațiuni de Juniperus communis pe lande sau pajiști calcaroase, Pajiști uscate seminaturale și facies de acoperire cu tufișuri pe substraturi calcaroase (Festuco-Brometalia) (* situri importante pentru orhidee).
La baza desemnării sitului se află mai multe specii protejate:
- plante (1): Sisymbrium supinum
- amfibieni (1): triton cu creastă (Triturus cristatus)
- nevertebrate (5): Anisus vorticulus, Euplagia quadripunctaria, Oxygastra curtisii, Vertigo angustior, Vertigo moulinsiana
- pești (1): boarță (Rhodeus amarus)

Pe lângă speciile protejate, pe teritoriul sitului au mai fost identificate 150 de specii de plante, 28 de specii de păsări, 1 specie de mamifere, 30 de specii de nevertebrate, 2 specii de pești, 1 specie de reptile.